# Coppa Italia di pallacanestro maschile 1997
La Coppa Italia di pallacanestro maschile 1997 si è svolta dal 29 agosto 1996 al 22 marzo 1997.

## Risultati

### Sedicesimi di finale
29 agosto e 1º settembre 1996
| Squadra 1              | Totale  | Squadra 2             | Andata | Ritorno |
| ---------------------- | ------- | --------------------- | ------ | ------- |
| Juve Caserta           | 133-159 | Koncret Rimini        | 73-78  | 66-81   |
| Faber Fabriano         | 160-163 | Viola Reggio Calabria | 73-75  | 87-88   |
| Bini Viaggi Livorno    | 138-154 | Rolly Pistoia         | 66-72  | 72-82   |
| Floor Padova           | 154-186 | Fontanafredda Siena   | 87-83  | 67-103  |
| Dinamica Gorizia       | 162-173 | Polti Cantù           | 82-79  | 80-94   |
| CHC Montecatini        | 190-185 | Genertel Trieste      | 85-83  | 105-102 |
| Casetti Imola          | 161-159 | Carne Montana Forlì   | 87-76  | 74-83   |
| Serapide Pozzuoli      | 163-149 | Scavolini Pesaro      | 83-67  | 80-82   |
| Banco Sardegna Sassari | 161-169 | Mash Jeans Verona     | 78-79  | 83-90   |
| Jcoplastic Napoli      | 155-184 | CFM Reggio Emilia     | 80-93  | 75-91   |

Accedono di diritto agli ottavi di finale, in quanto teste di serie: Stefanel Milano, Cagiva Varese, Benetton Treviso, Kinder Bologna, Telemarket Roma e TeamSystem Bologna.

### Ottavi di finale
5 e 7 settembre 1996
| Squadra 1             | Totale  | Squadra 2          | Andata | Ritorno |
| --------------------- | ------- | ------------------ | ------ | ------- |
| Koncret Rimini        | 122-145 | Stefanel Milano    | 74-72  | 48-73   |
| Viola Reggio Calabria | 145-149 | Rolly Pistoia      | 76-70  | 69-79   |
| Fontanafredda Siena   | 188-181 | Cagiva Varese      | 99-91  | 89-90   |
| Polti Cantù           | 135-134 | Benetton Treviso   | 63-65  | 72-69   |
| CHC Montecatini       | 166-180 | Kinder Bologna     | 90-89  | 76-91   |
| Casetti Imola         | 180-178 | Telemarket Roma    | 95-88  | 85-90   |
| Serapide Pozzuoli     | 138-144 | Mash Jeans Verona  | 60-67  | 78-77   |
| CFM Reggio Emilia     | 168-162 | TeamSystem Bologna | 80-82  | 88-80   |

### Quarti di finale
10 e 14 settembre 1996
| Squadra 1         | Totale  | Squadra 2           | Andata | Ritorno |
| ----------------- | ------- | ------------------- | ------ | ------- |
| Rolly Pistoia     | 140-188 | Stefanel Milano     | 78-96  | 62-92   |
| Polti Cantù       | 152-138 | Fontanafredda Siena | 78-78  | 74-60   |
| Casetti Imola     | 145-198 | Kinder Bologna      | 76-99  | 69-99   |
| CFM Reggio Emilia | 143-156 | Mash Jeans Verona   | 88-78  | 55-78   |

### Final Four
La Final Four si è svolta al PalaMalaguti di Casalecchio di Reno (BO) dal 22 al 23 marzo 1997.
|  | Semifinali        | Semifinali        | Semifinali  |             |                | Finale             | Finale             | Finale             |  |
|  |                   |                   |             |             |                |                    |                    |                    |  |
|  | Kinder Bologna    | Kinder Bologna    | 73          |             |                |                    |                    |                    |  |
|  | Kinder Bologna    | Kinder Bologna    | 73          |             |                |                    |                    |                    |  |
|  | Mash Jeans Verona | Mash Jeans Verona | 68          |             |                |                    |                    |                    |  |
|  | Mash Jeans Verona | Mash Jeans Verona | 68          |             | Kinder Bologna | Kinder Bologna     | 75                 |                    |  |
|  |                   |                   |             |             | Kinder Bologna | Kinder Bologna     | 75                 |                    |  |
|  |                   |                   | Polti Cantù | Polti Cantù | 67             |                    |                    |                    |  |
|  | Polti Cantù       | Polti Cantù       | Polti Cantù | Polti Cantù | 67             | 74                 |                    |                    |  |
|  | Polti Cantù       | Polti Cantù       |             |             |                | 74                 |                    |                    |  |
|  | Stefanel Milano   | Stefanel Milano   | 69          |             |                | Finale 3º/4º posto | Finale 3º/4º posto | Finale 3º/4º posto |  |
|  | Stefanel Milano   | Stefanel Milano   | 69          |             |                |                    |                    |                    |  |
|  |                   |                   |             |             |                |                    |                    |                    |  |
|  |                   |                   |             |             |                | Stefanel Milano    | Stefanel Milano    | 70                 |  |
|  |                   |                   |             |             |                | Stefanel Milano    | Stefanel Milano    | 70                 |  |
|  |                   |                   |             |             |                | Mash Jeans Verona  | Mash Jeans Verona  | 68                 |  |

## Verdetti
- Vincitrice Coppa Italia: Kinder Bologna

Formazione: Walter Magnifico, Tullio De Piccoli, Alessandro Abbio, Augusto Binelli, Flavio Carera, Kōstas Patavoukas, José Luis Galilea, Branislav Prelević, Zoran Savić, Enrico Ravaglia. Allenatore: Lino Frattin.
- MVP delle finali: Branislav Prelević, Kinder Bologna